# Beverly Kenney
Beverly Kenney (Harrison, 29 gennaio 1932 – New York, 13 aprile 1960) è stata una cantante statunitense.
Fu una delle pochissime cantanti jazz bianche a competere con la sua voce emotiva e malinconica alle più famose ed affermate jazzsingers afroamericane del suo periodo.

## Biografia
Dopo aver lavorato come telefonista per la Western Union, cantando telefonicamente su richiesta di utenti gli auguri di buon compleanno, nel 1954 si trasferì a New York, dove con il pianista Tony Tamburello realizzò le sue prime incisioni (perlopiù demo, rimaste inedite fino alla loro pubblicazione nel 2006 a cura della giapponese SSJ Records).
Alla fine del 1954 si recò a Miami ingaggiata da un locale chiamato Black Magic Room.
Notata dai fratelli Jimmy e Tommy Dorsey che la scritturarono come cantante nelle loro tournée che durarono diversi mesi alla fine dei quali la Kenney rientrò a New York.
In seguito lavorò in vari Jazz Club newyorkesi con George Shearing, Don Elliott e Kai Winding e dopo un breve tour con Larry Soon, firmò un contratto con l'etichetta discografica Roost Records che pubblicò il suo primo album da solista intitolato Beverly Kenney Sings for Johnny Smith che riscosse un notevole successo, dopo altri due album editi sempre dalla Roost Records, la cantante firmò un contratto con la Decca Records che pubblicò altri tre LP.
La carriera della cantante fu in parte offuscata dal successo in quel periodo del Rock and Roll, genere musicale per la quale nutriva un'accanita antipatia.
La cantante fu trovata morta in una camera del University Residence Club, 45 West Eleventh Street a Manhattan, per sospetto suicidio.

## Discografia
- 1956 - Sings for Johnny Smith (Roost Records, LP/RLP 2206)
- 1956 - Come Swing with Me (Roost Records, LP/RLP 2212)
- 1957 - Sings with Jimmy Jones and ''The Basie-Ites'' (Roost Records, LP/RLP 2218)
- 1958 - Sings for Playboys (Decca Records, DL 8743)
- 1959 - Born to Be Blue (Decca Records, DL 8850)
- 1960 - Like Yesterday (Decca Records, DL 8948)

## Raccolte o album postumi
- 2006 - Snuggled on Your Shoulder (Cellar Door Records, XQAM-1003) Raccolta con demo inediti
- 2012 - Complete Decca Recordings (Fresh Sound Records, FSR-CD 721) 2 CD